# Issy-les-Moulineaux
Issy-les-Moulineaux je jugozahodno predmestje Pariza in občina v osrednjem francoskem departmaju Hauts-de-Seine regije Île-de-France. Leta 1999 je imelo naselje 52.647 prebivalcev.

## Administracija
Issy-les-Moulineaux je sedež dveh kantonov:
- Kanton Issy-les-Moulineaux-Vzhod (del občine Issy-les-Moulineaux: 25.399 prebivalcev),
- Kanton Issy-les-Moulineaux-Zahod (del občin Issy-les-Moulineaux in Meudon: 34.120 prebivalcev).

Oba kantona sta vključena v okrožje Boulogne-Billancourt.

## Zgodovina
Ime naselja izhaja iz srednjeveške latinske besede Issiacum oz. Isciacum. Leta 1893 se Issy uradno preimenuje v Issy-les-Moulineaux, slednji ime zaselka na ozemlju občine zaradi mlinov na veter, ki so se nekdaj tam nahajali.
1. januarja 1860 se je ozemlje Pariza povečalo na račun sosednjih občin, med drugim  se je tretjina občine Issy-les-Moulineaux priključila Parizu in tvorila sosesko Javel v 15. okrožju Pariza.
Issy-les-Moulineaux se je uspešno prestrukturiral iz industrijsko naravnanega naselja in se danes nahaja v osrčju poslovnega središča Val de Seine, ki je naravnano na komunikacijske storitve.

## Pobratena mesta
- Dapaong (Togo),
- Frameries (Belgija),
- Guro, Seul (Južna Koreja),
- Hounslow (Združeno kraljestvo),
- Huntsville (Alabama, ZDA),
- Macerata (Italija),
- Nahariya (Izrael),
- Pozuelo de Alarcón (Španija),
- Weiden (Nemčija).